# Гов'єштиця

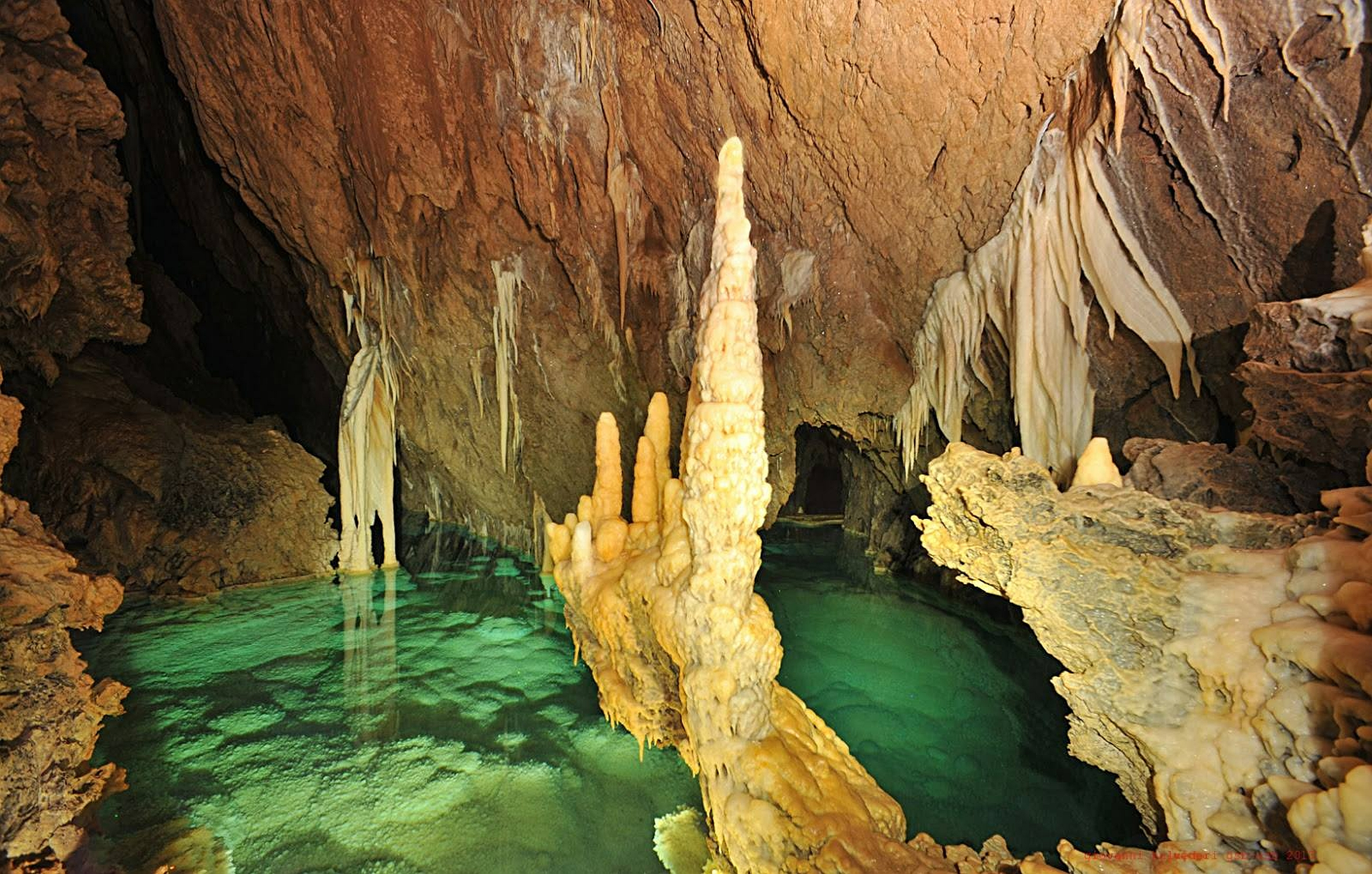
Печера Гов'єштиця

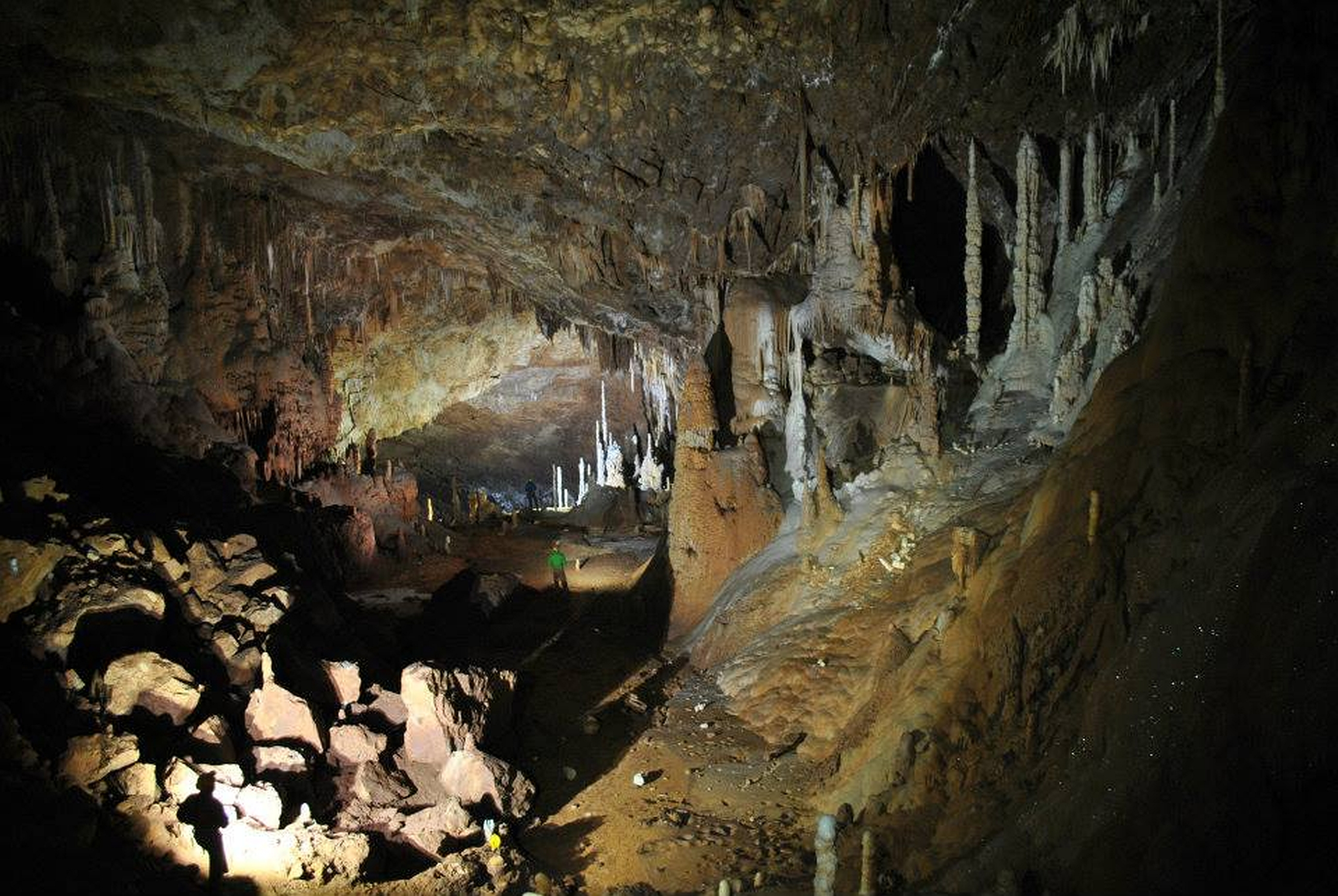

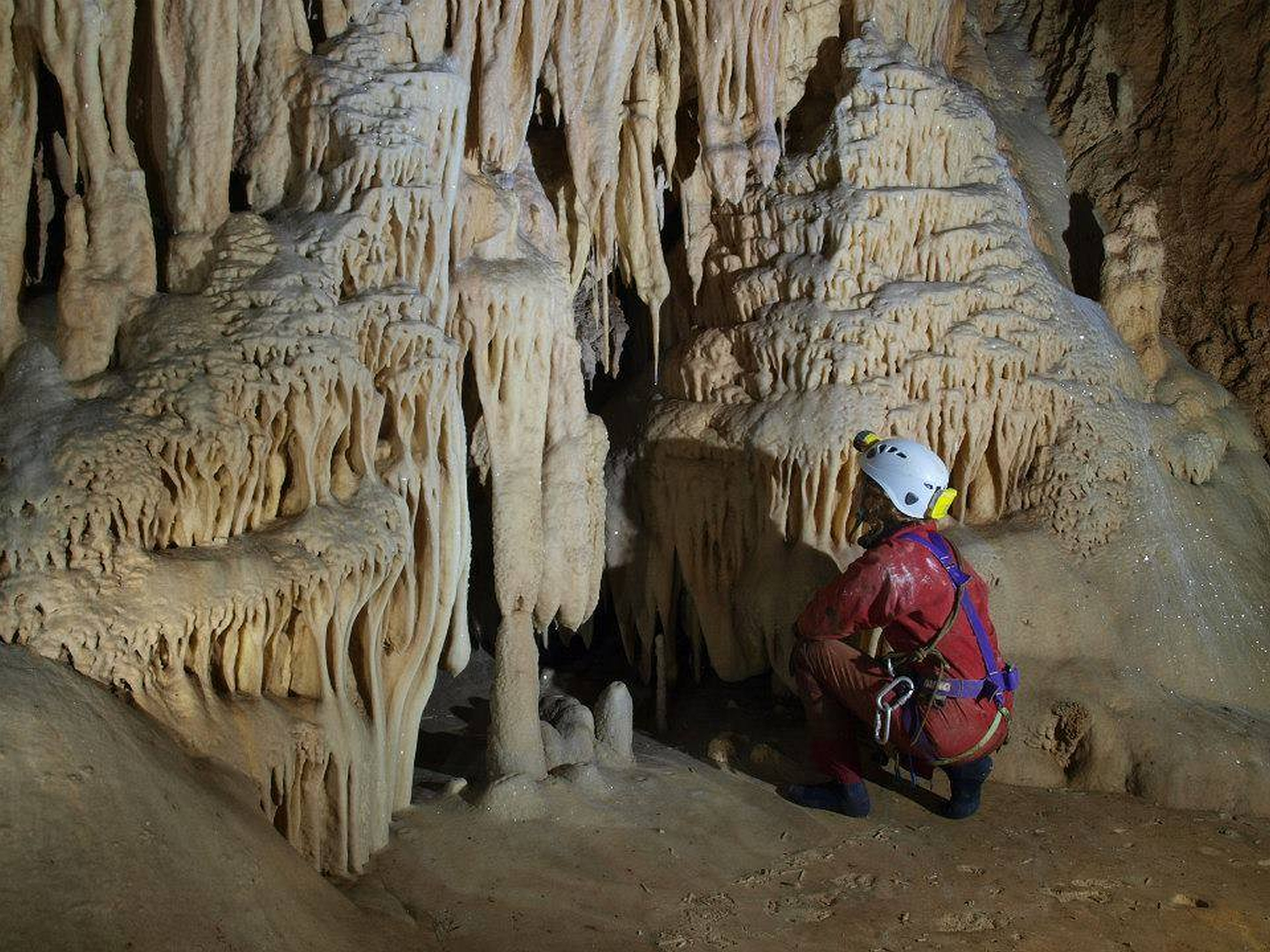

Гов’єштиця (сербск.: Говјештица/Govjestica) — карстова печера , що розташована за 21 кілометр від міста на території муніципалітету Рогатиця в притоці річки Дрина, що в каньйоні Прача.

## Історія відкриття та дослідження печери
Перші письмові згадки про печеру датуються 1911 роком, а відкрито її було 1906 року, під час будівництва залізниці сполученням Сараєво-Вишеград. Тоді від скелі відкололося декілька частин гірської породи і відкрився вхід до печери. З моменту її відкриття і до 2000 року вивченням печери майже ніхто не займався. Перші дослідники змогли пройти в ній лише 100 метрів, оскільки подальше просування становило загрозу для життя. Вона лише мимохідь згадувалася в наукових журналах та деяких спеціалізованих наукових виданнях.
2010 року почався новий етап в дослідженні цього природного утворення. Група італійських спелеологів з Болоньї та Наварри, разом з місцевими вченими, за підтримки Центру карсту та спелеології склали детальну карту основної частини печери та її відгалужень. На основі отриманих даних довжина печери склала 1200 метрів.
Протягом наступних трьох років створено невеликий дослідницький табір карстового утворення та декілька експедицій для вивчення. Завдяки таким зусиллям в 2011 році довжина печери, що була досліджена, складала вже 3800 метрів, а в 2013 році спелеологам вдалося пройти на загальну довжину 9682 метри. Завдяки такому відкриттю, печера Гов’єштиця посіла перше місце за  протяжністю в Боснії і Герцеговині.
Під час проходження печери науковцями було виявлено багато різних цікавинок. Зокрема віднайдено залишки скелету доісторичного печерного ведмедя, що вважається  вимерлим 15000 років тому. Також виявлено залишки різних мінеральних та органічних матеріалів. 
Фауна печери представлена колоніями кажанів та рідкісними комахами. Окрім того, тут багато сталактитів, сталагнитів та печерних озер, що обумовлено протіканням поруч річки Дрини. 

## Використані джерела
1.http://www.opstinasokolac.net/index.php?option=com_content&view=article&id=4042:2013-10-06-08-55-39&catid=33&Itemid=316
2. http://frontal.rs/index.php?option=btg_novosti&idnovost=37497
3. http://bljesak.info/rubrika/lifestyle/clanak/govjestica-najduza-pecina-u-bih/90899 [Архівовано 11 червня 2016 у Wayback Machine.]